# BRDM-2
BRDM-2（ロシア語: БРДМ-2）は、ソビエト連邦製の偵察戦闘車である。
「BRDM」（ロシア語: БРДМ）とは、「装甲偵察哨戒車」（Бронированная разведывательно-дозорная машина）の略である。

## 概要
前任のBRDM-1を更新するため、1962年よりゴーリキー自動車工場（GAZ）により設計された車両である。タイヤの気圧集中制御システムと車体後部に設置されたガソリンエンジン、前面に収納式の波切板を持つ艇体形の車体と車体後部の1基のウォータージェット推進装置による水上走行能力といった点は同じだが、より強力なKPV14.5mm重機関銃を密閉式の銃塔に装備し、赤外線式暗視装置が標準装備となった。
BRDM-1と同様、主車輪の間に設置された4つの展開式補助輪を持ち、軟弱地では地面に接地させて不整地走破能力を向上させることが可能である。
乗組員の内訳は操縦士、ナビゲーター、車長、射撃手の4名であり、14.5mm口径KPV 重機関銃と7.62mm口径PKT機関銃を、BTR-60装甲兵員輸送車と同型の銃塔に装備している。装甲厚は最大でも14mmと薄く、榴弾の破片や小火器の銃弾を防げる程度である。
BRDM-2は1963年に制式採用されて量産が開始され、その他多くのソ連製装甲戦闘車両と同様に広く輸出された。現在もロシア連邦軍やその他45ヶ国で使用されている。1989年までに7200輌、派生型も含め2万輌前後が生産されている。現代でも一部の車両が近代化改修を受け、運用されている。

## 比較
|              | BRDM-2               | ルクス                   | VEC                     | 87式偵察警戒車         |
| ------------ | -------------------- | ------------------------ | ----------------------- | ---------------------- |
| 画像         |                      |                          |                         |                        |
| 全長         | 5.75 m               | 7.74 m                   | 6.2 m                   | 5.99 m                 |
| 全幅         | 2.35 m               | 2.98 m                   | 2.5 m                   | 2.48 m                 |
| 全高         | 2.31 m               | 2.84 m                   | 2.51 m                  | 2.80 m                 |
| 重量         | 7.7 t                | 19.5 t                   | 13.75 t                 | 15.0 t                 |
| 最高速度     | 100 km/h             | 90 km/h                  | 99 km/h                 | 100 km/h               |
| 水上浮航能力 | 〇                   | 〇                       | 〇                      | ×                      |
| 乗員数       | 4名                  | 4名                      | 5名                     | 5名                    |
| 主武装       | KPV 14.5mm重機関銃×1 | MK 20 Rh202 20mm機関砲×1 | M242 25mmチェーンガン×1 | KBA-B02 25mm機関砲×1   |
| 副武装       | PKT 7.62mm機関銃×1   | MG3 7.62mm機関銃×1       | MG3 7.62mm機関銃×1      | 74式車載7.62mm機関銃×1 |

## バリエーション
BRDM-2MB Bekas
ロシアのB-Arms社が2020年6月に発表した近代化改良型。装甲の薄い部分への6mm厚増加装甲板の追加、136馬力の新型ディーゼルエンジンへの換装、耐爆座席・耐地雷底面の装備などの改良が施されている。
BRDM-2RKh
放射能、化学兵器の汚染地域において汚染状況の調査を行うための車両で、NBC防護装備を装備し、KPV 重機関銃が撤去されている。連隊の化学防護小隊もしくは師団の偵察大隊に配備されている。
BRDM-2RKhB
BRDM-2RKhに生物兵器汚染への対処検出能力を付与した改修型。

BRDM-2U
指揮統制車。兵装は全て撤去され、より強力な無線機を装備している。主に砲兵大隊本部もしくは連隊本部に配備されている。
9A31
砲塔にかえて9K31 ストレラ-1（SA-9 ガスキン）近距離防空ミサイル発射装置を搭載した対空車両型。

9P122
9M14M マリュートカ-M（AT-3 サガー）対戦車ミサイル発射機9K14Mを搭載した車両。
9P124
3M11 ファラーンガ（のちAT-2 スワッター）対戦車ミサイル発射機2K8を搭載した車両。
9P133
9M14P マリュートカ-P対戦車ミサイル発射機9K14Pを搭載した車両。
9P137
9M17 ファラーンガ対戦車ミサイル発射機9K8を搭載した車両。
西側では「BRDM-3」の名称で呼ばれていたが、これは、ソビエト軍の制式名称ではなく、西側が独自に命名したものである。ロシア連邦発足後には"BRDM-3"の名称が付けられた車両がBTR-80の派生型として存在しているが、本車との関連性はない。
9P148
9M111 ファゴット（AT-4 スピゴット）対戦車ミサイル発射機9K111または9M113 コンクールス（AT-5 シュパンドレル）対戦車ミサイル発射機9K111-1を搭載した車両。
上述の9P137同様、本車も「BRDM-3」の名称で呼ばれていたことがあるが、やはり西側独自の命名である。
BRDM-2M-96
ポーランド陸軍の独自改良型。展開式で非力な予備車輪を撤去し、側面に昇降扉を追加した。
BRDM-2M-97
BRDM-2M-96の改良型。従来の砲塔を発煙弾発射機とグレネードランチャーを追加装備した大型の砲塔に換装した。

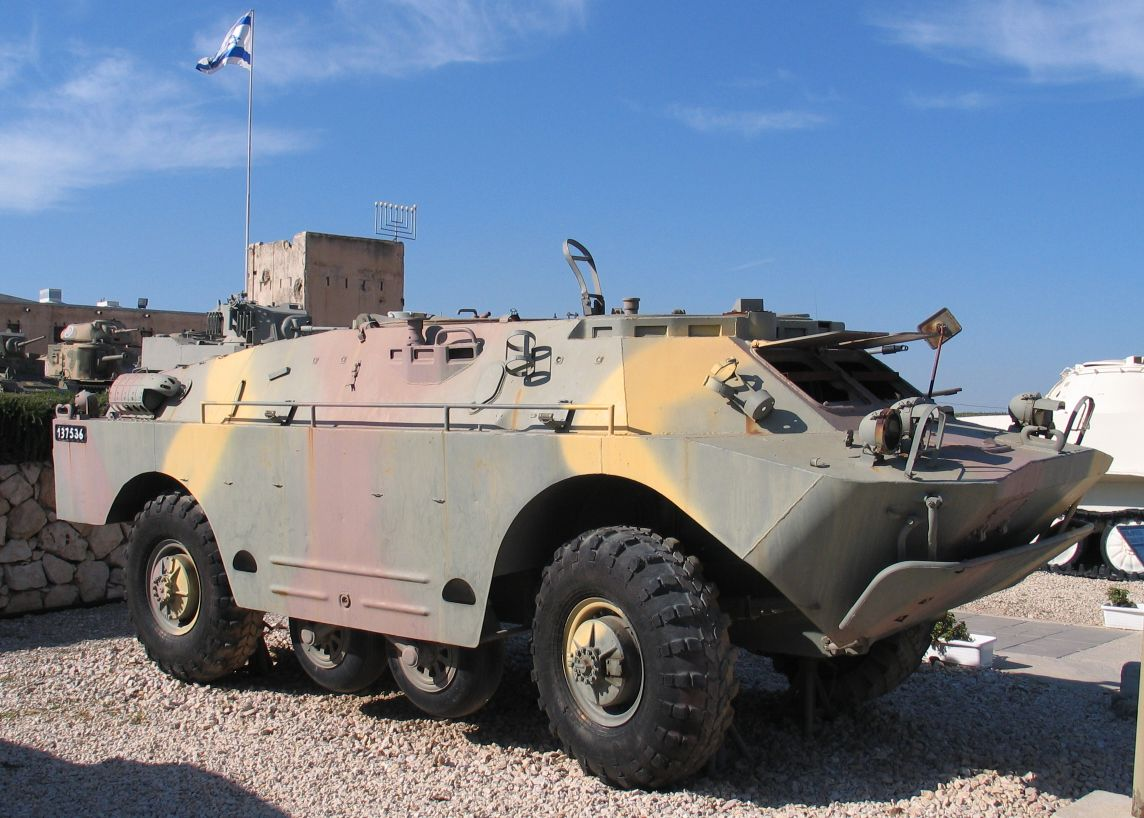
BRDM-2U
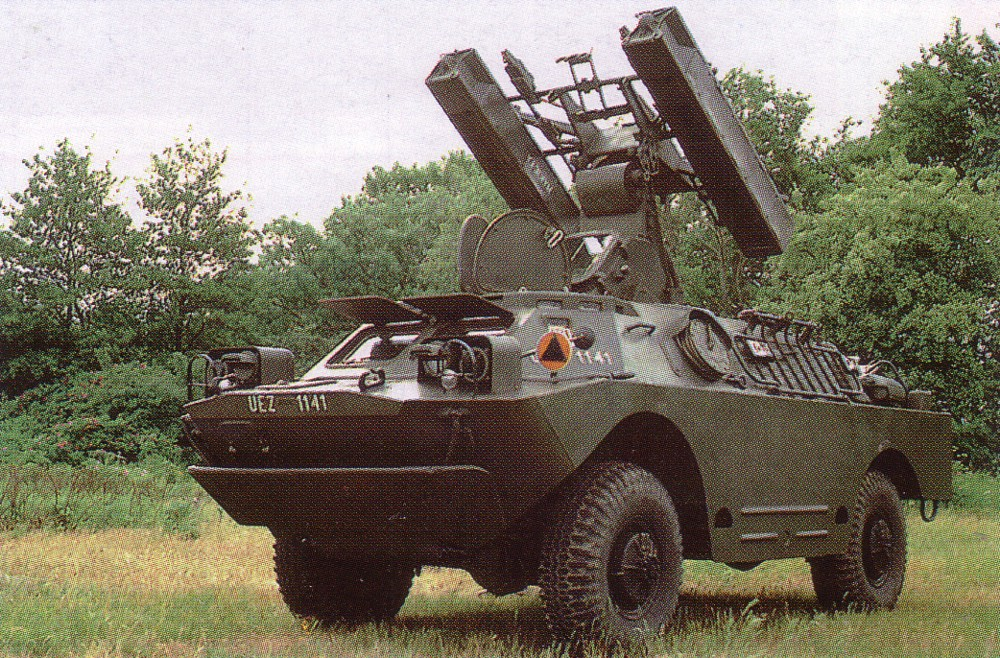
9K31 ストレラ-1
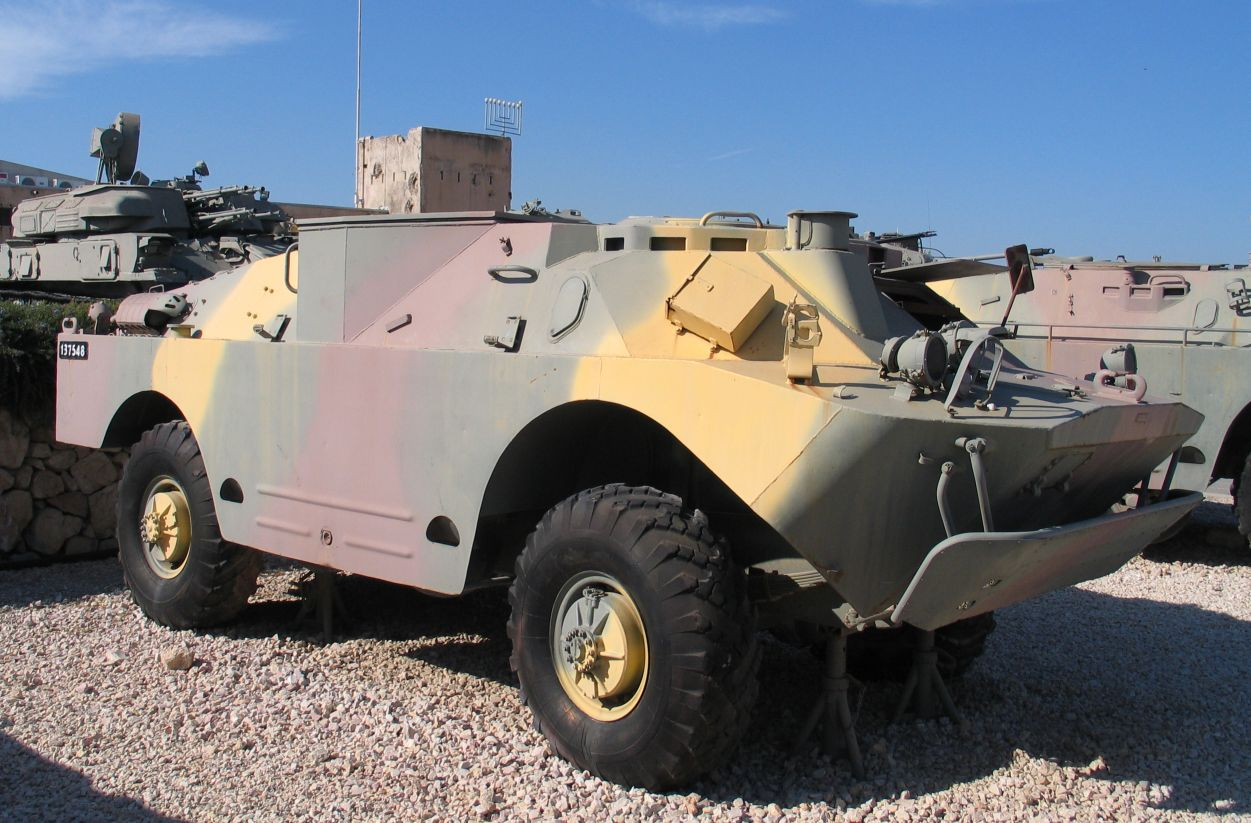
9P122（ミサイル発射機を収納した状態）
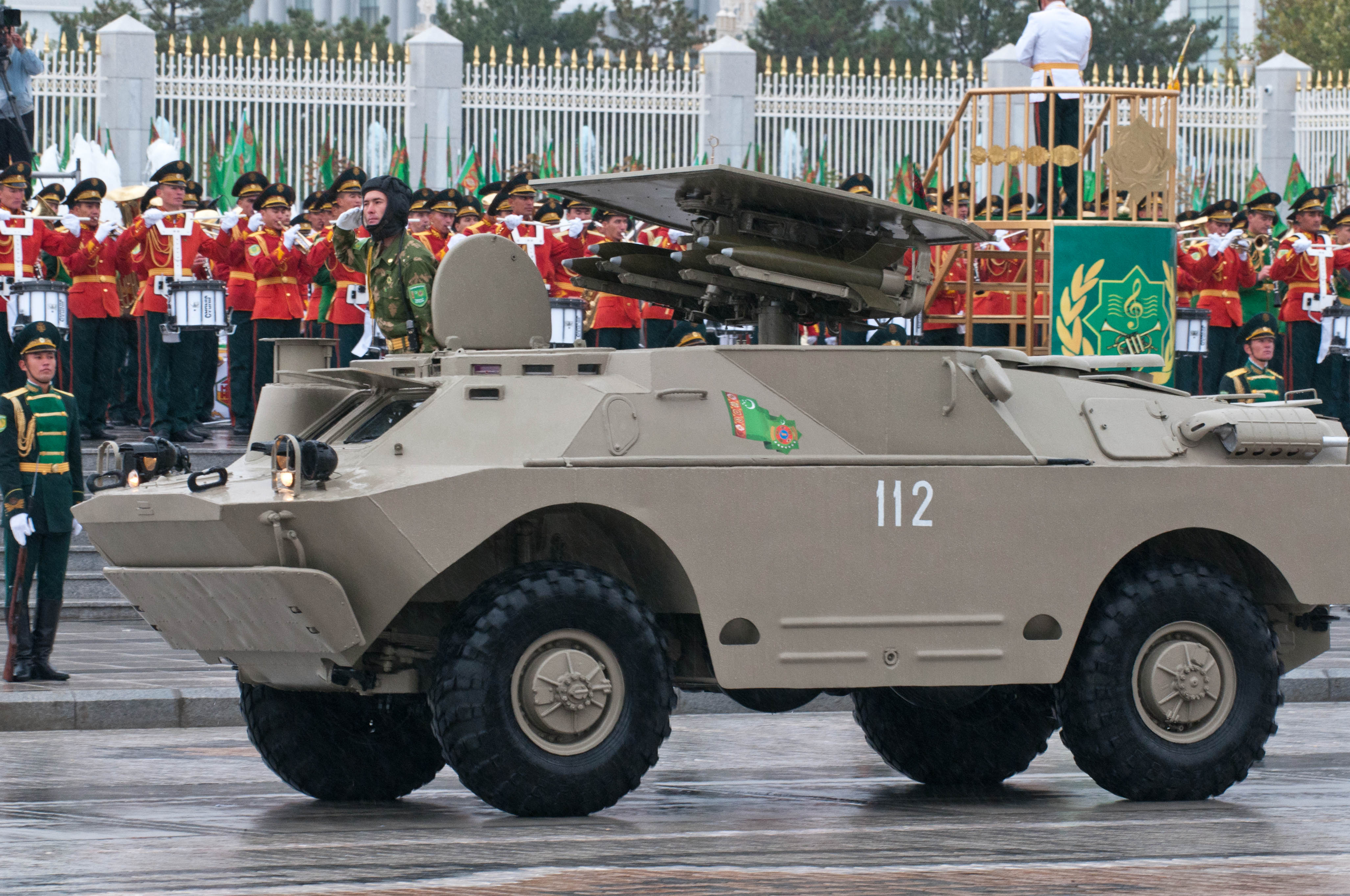
9P133
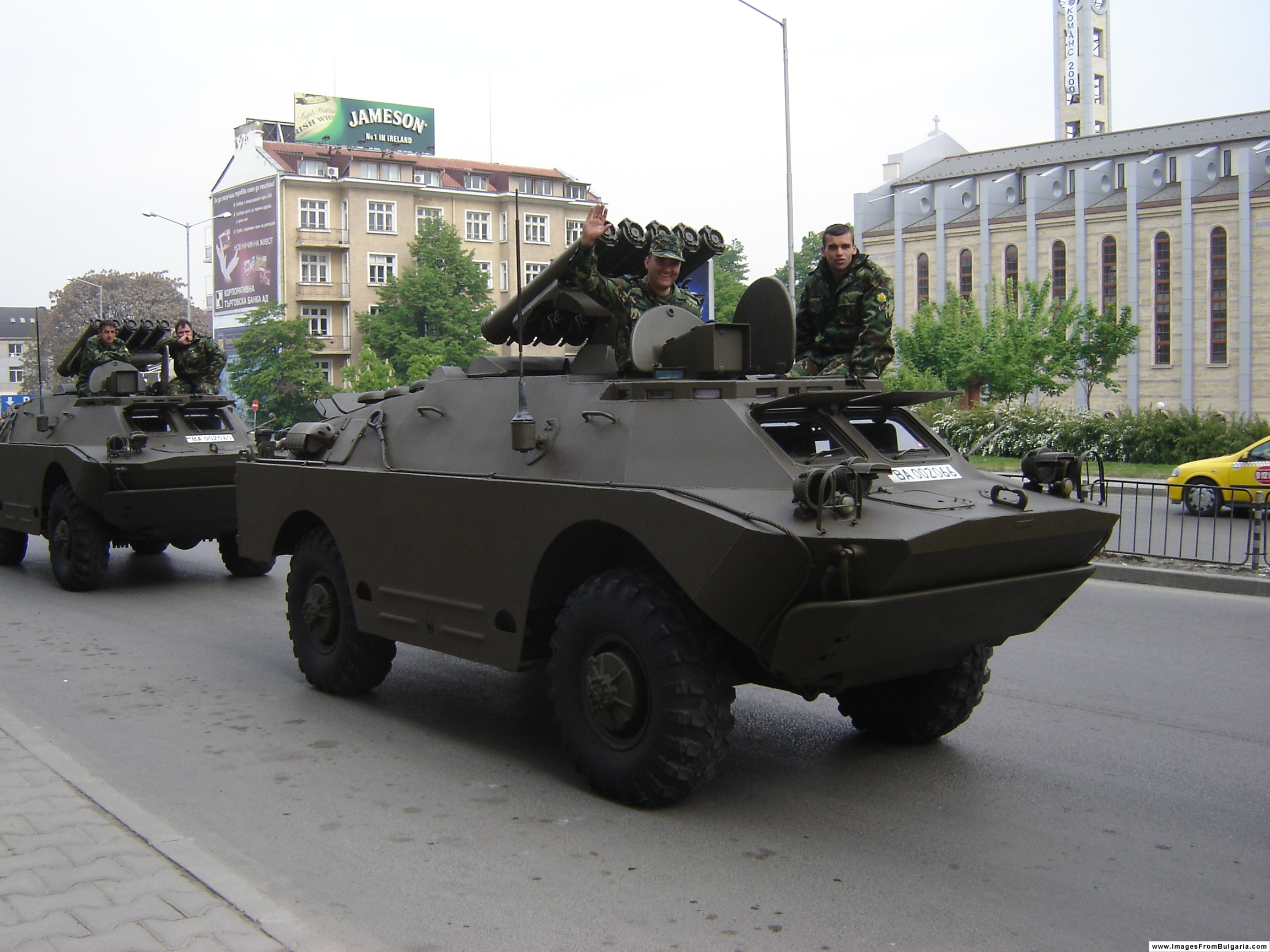
9P148
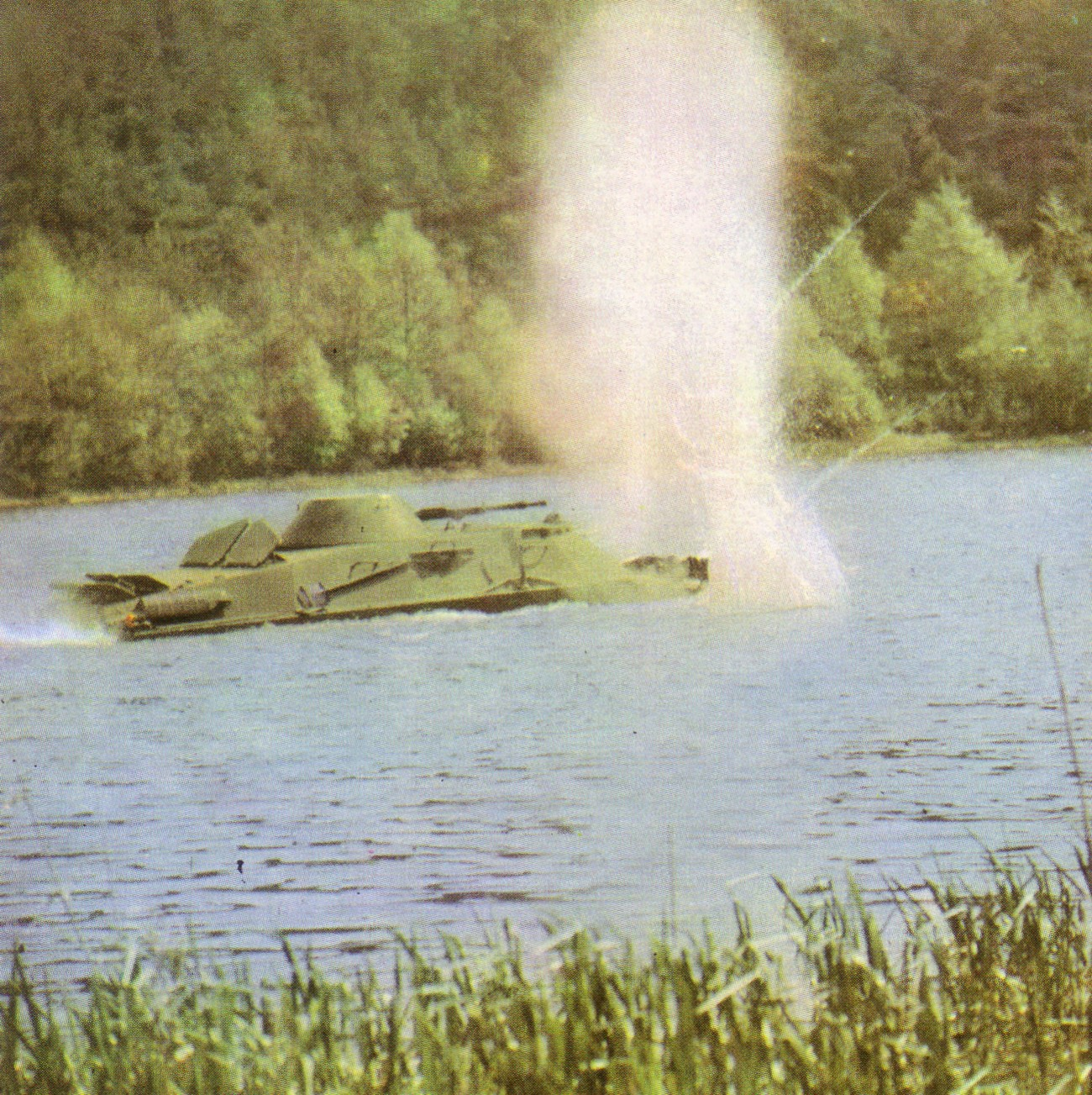
水上航行するポーランド陸軍のBRDM-2
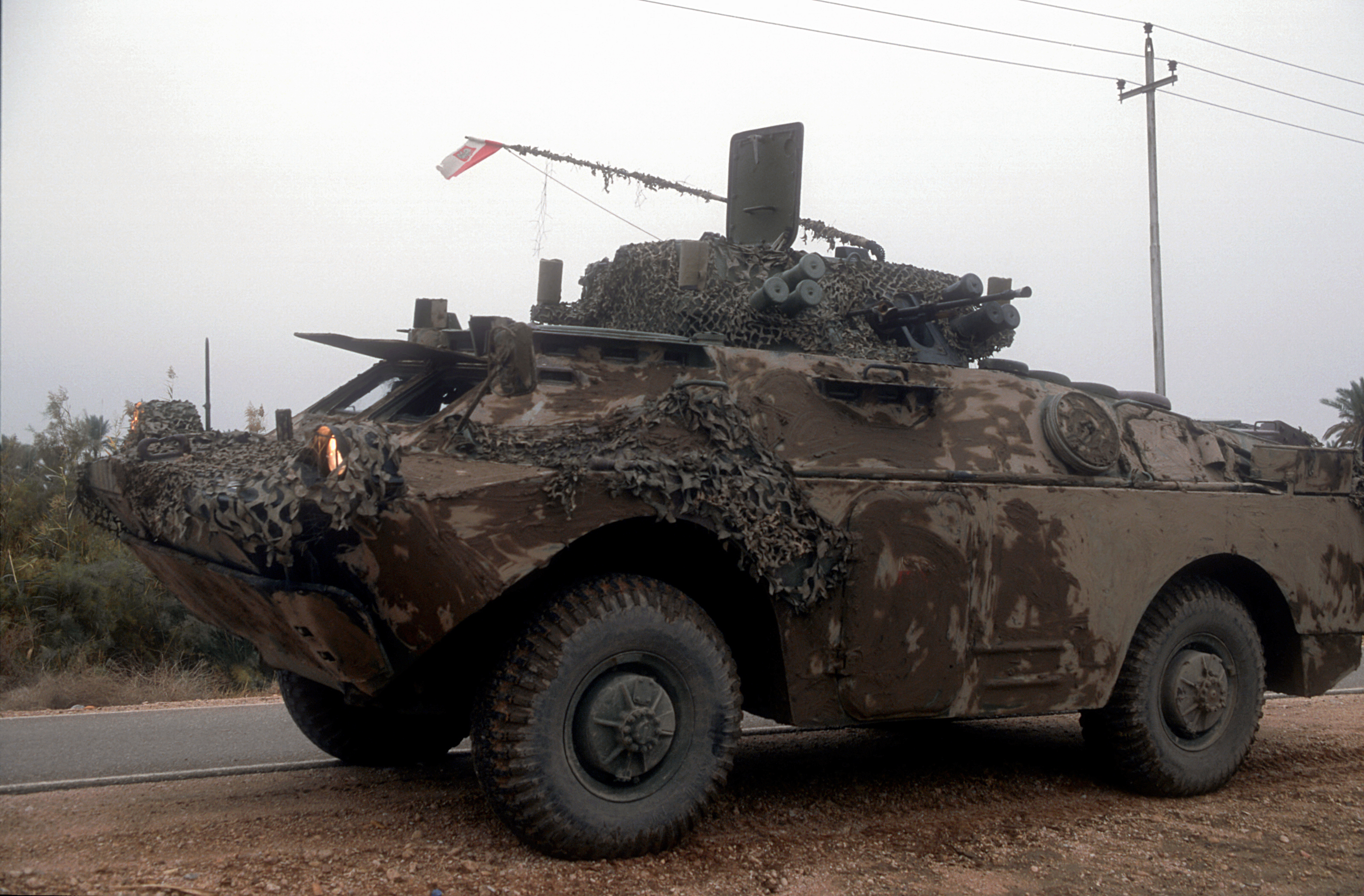
ポーランド陸軍のBRDM-2M-97

## 採用国
- アブハジア
- アフガニスタン
- アルジェリア
- アンゴラ
- アルメニア
- ベラルーシ
- ブルガリア - 2024年時点で、ブルガリア陸軍が24両の9P148を保有[3]。
- ボスニア・ヘルツェゴビナ
- カンボジア
- カーボベルデ - 2023年時点で、カーボベルデ国家警備隊が10両のBRDM-2を保有[4]。
- コートジボワール
- キューバ
- チェコ
- エジプト - 2024年時点で、エジプト陸軍が300両のBRDM-2を保有[5]。
- エリトリア
- エストニア
- ギニア
- ギニアビサウ - 2024年時点で、ギニアビサウ陸軍が10両のBRDM-2を保有[6]。
- ハンガリー
- インド
- インドネシア - 2024年時点で、インドネシア海兵隊が21両のBRDM-2を保有[7]。
- イラク
- イスラエル
- ラトビア
- リビア
- 北朝鮮
- カザフスタン - 2023年時点で、カザフスタン陸軍が40両のBRDM-2を保有[8]。
- キルギス - 2023年時点で、キルギス陸軍が30両のBRDM-2、9両のBRDM-2Mを保有[9]。
- リトアニア
- マダガスカル - 2023年時点で、マダガスカル陸軍が推定35両のBRDM-2を保有[10]。
- モルドバ
- モルディブ
- モンゴル
- 北マケドニア
- パレスチナ
- ペルー
- ポーランド
- 西サハラ
- ルーマニア
- ロシア
- セルビア
- スロバキア
- スロベニア
- スーダン
- シリア
- ソマリア
- ソマリランド
- タジキスタン - 2023年時点で、タジキスタン陸軍が9両のBRDM-2、22両のBRDM-2Mを保有[11]。
- タンザニア - 2024年時点で、タンザニア陸軍が10両のBRDM-2を保有[12]。
- トルクメニスタン - 2024年時点で、トルクメニスタン陸軍が200両のBRDM-2、8両の9P122、8両の9P133、2両の9P148を保有[13]。
- ウクライナ
- ウズベキスタン - 2023年時点で、ウズベキスタン陸軍が13両のBRDM-2を保有[14]。
- ベトナム
- ザンビア
- ジンバブエ

かつて使用していた国（現在は退役済み）
- アルバニア
- チェコスロバキア
- クロアチア
- 東ドイツ
- グレナダ
- ソビエト連邦
- アメリカ合衆国
- ドイツ
- ユーゴスラビア

## 登場作品

### 映画
『007 ダイ・アナザー・デイ』
非武装地帯のシーンに登場。
『REDリターンズ』
ロシアの飛行場を警備していたロシア連邦軍の車両として登場。
『東京無国籍少女』
ラストシーンに登場。
『ランボー3/怒りのアフガン』
ソ連軍の装甲車として登場。車体上にスペツナズを跨乗させている。

### 漫画・アニメ
『ヨルムンガンド』
東欧某国とロシアの国境線を警備する部隊の装甲車として、BRDM-2M-96が登場。ココ達のコンボイに対して停止するよう呼びかけるが無視され、強引に突破されそうになったところで地雷に触雷し、横転する。
『小隊』（作画柏葉比呂樹、原作砂川文次）
北海道に侵攻したロシア連邦軍の車両として登場。原作小説では「小型車両」と表記されている。

### ゲーム
『ARMA 2』
司令部機能車も用意されており、操作可能。
『Operation Flashpoint: Cold War Crisis』
ソ連軍陣営で使用可能な装甲車として「BRDM」の名称で登場する。
『Project Reality（BF2）』
ロシア連邦軍、中東連合軍（MEC）、チェチェン解放軍にBRDM-2が登場し、ロシア連邦軍とチェチェン解放軍に9M113 Konkurs対戦車ミサイルを搭載した9P148が登場する。
また、中東連合軍（MEC）では対空車両として9M31近距離防空ミサイルシステムを搭載したBRDM-2も登場する。
『PlayerUnknown's Battlegrounds』
「BRDM」の名称で登場する。ノーマルモードでは支援物資要請「フレアガン」で呼び出せるほか、イベントモードでは最初からステージに放置されている。なお、見た目は現実のBRDM-2とは若干異なる（武装されておらず、砲塔がないなど）。
『エースコンバット アサルト・ホライゾン』
SRNが使用する。
『グランド・セフト・オートシリーズ』
『GTA:TBoGT』
本車とコマンドウがモデルになった車両が「APC」の名称で登場する。全周旋回可能な砲塔に機関砲が搭載されている。
『GTAV』
オンライン限定で上記と同じ車両が「APC」の名称で登場。デフォルトで機関砲付きの砲塔が搭載されており、改造で砲塔を地対空ミサイルに変更できる。

『大戦略シリーズ』
『バイオハザード6』
イドニア共和国でバイオテロ鎮圧に出動し、巨大生物兵器を集中射撃でひるませる。中国・ターチィでも登場する。
『マーセナリーズ』
北朝鮮反乱軍が使用する偵察戦闘車として「BRDM SCOUT」の名称で登場する。
『メタルサーガ ～鋼の季節～』
「バレンスエラ」という名称の敵キャラとして登場する。見た目は現実のBRDM-2に酷似している。